# خوان رييس
خوان رييس هو دراج كوبي، ولد في 16 مايو 1944 في هافانا في كوبا.

## وصلات خارجية
- خوان رييس على موقع أرشيف الدراجات (الإنجليزية)
- خوان رييس على موقع أوليمبيديا (الإنجليزية)